# Hartburn Grange
Hartburn Grange var en civil parish 1866–1955 när det uppgick i Wallington Demesne, i grevskapet Northumberland i England. Civil parish var belägen 13 km från Morpeth och hade 32 invånare år 1951.